# 国鉄レ7000形貨車
国鉄レ7000形貨車（こくてつレ7000がたかしゃ）は、1949年（昭和24年）と1952年（昭和27年）に330両が新製された日本国有鉄道（国鉄）の貨車（冷蔵車）である。本項目では、本形式から改造されたレ9000形についても説明する。

## 概要
戦前に生産されたレ2900形を改良して登場した、戦後初めての天井氷槽式冷蔵車である。車体骨組からの熱通過を抑える設計を行い、断熱材も厚く取ったために従来の車両よりも保冷性に優れていた。全長8,050mm、全幅2,680mm、全高3,850mm、荷重12t、断熱材は国産コルクである。外装に木材を使用した最後の国鉄冷蔵車となった。
メーカーは日本車輌製造・新潟鐵工所・川崎車輛・近畿車輛・汽車製造である。
まず1949年（昭和24年）に300両（レ7000 - レ7299）が一挙に製作された。この300両は内装をレキ1形と同じくステンレス無塗装としている。1950年（昭和25年）にはレ10000形が登場したために生産はなく、1951年（昭和26年）には冷蔵車の生産自体がなかった。1952年（昭和27年）になり、冷蔵車の製作が計画された時に、予算の都合で新型のレ10000形だけにならず、30両（レ7300 - レ7329）がレ7000形として製作された。この30両については、1949年（昭和24年）製の車両での内装ステンレスの質が期待したほどではなかったことから、内装に普通鋼を使い塗装で錆止めをしている。
天井氷槽式を採用し戦前製の車両より保冷性も高かったため、新製されると早速GHQにより接収が行われ、それまで連合軍専用車として使用されていた車両の一部と置換されている。
天井氷槽式を識別する記番号として記号は、「レオテ」と標記された。「オテ」とは、「大型」の「天井氷槽式」の意味である。この標記は、1953年（昭和28年）5月28日通報により大きさを表す「オ」が廃止され「レテ」と改正された。
1958年（昭和33年）から1959年（昭和34年）にかけて整備改造が行われ、断熱材がアルセルボードに交換されると共に二段リンク改造が行われた。
1963年（昭和38年）、1966年（昭和41年）に大宮工場で合計7両が在日米軍用機械式冷凍機付き冷蔵車レ9000形に改造されレ9000 - レ9006となった。これはレ5000形のレ5003で試験した結果を受けてのもので、レサ900形と同じく米軍提供のアメリカサーモキング社製UWD-62形を搭載した。車両の一端に機器室を設けてディーゼルエンジン、冷凍機、燃料タンクを搭載している。このため荷重は12tから9tに減少した。断熱材もガラス綿に更新されている。当初は東高島駅、後には横浜港駅を常備駅として全国の米軍基地所在駅へ向けて輸送が行われていた。ヨンサントオ（昭和43年10月ダイヤ改正）に際しては、75km/h走行不適合とみなされ65km/h指定車となった。在日米軍の縮小もあり1974年（昭和49年）までに全車廃車となった。
製作はレ10000形と同時期で、更新も同様に行われてきたものの、レ10000形やその後の冷蔵車と比べて外板が木造であることによる保冷性能の低さがあり軽保冷車に分類され、1974年（昭和49年）に全車廃車となった。